# Borostyánút

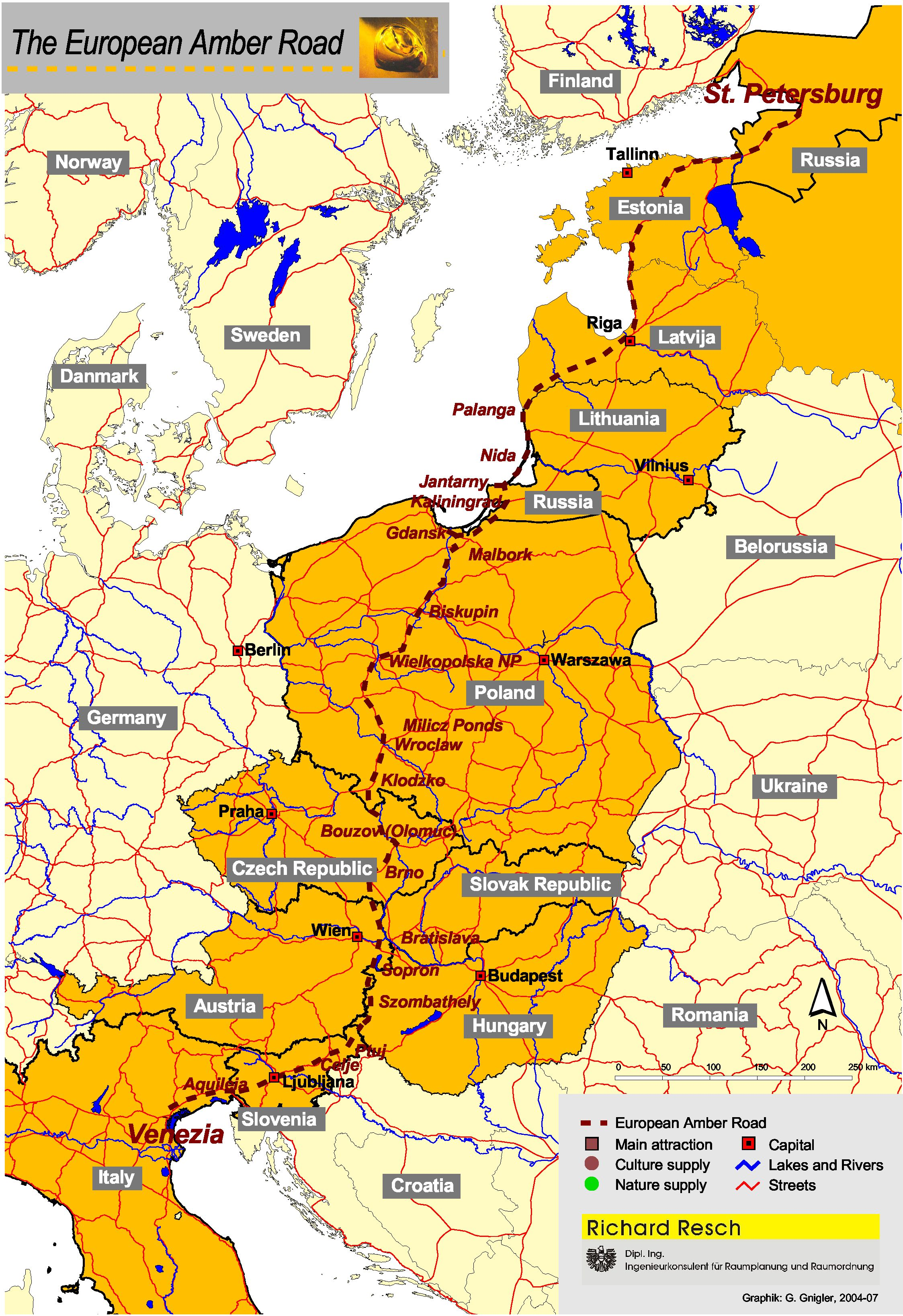
A borostyánkőút

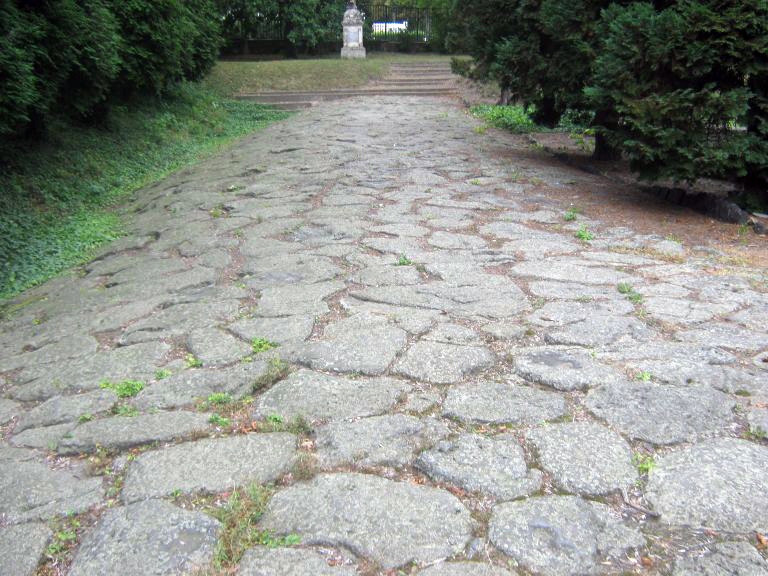
A borostyánút ma Szombathelyen a Romkertben

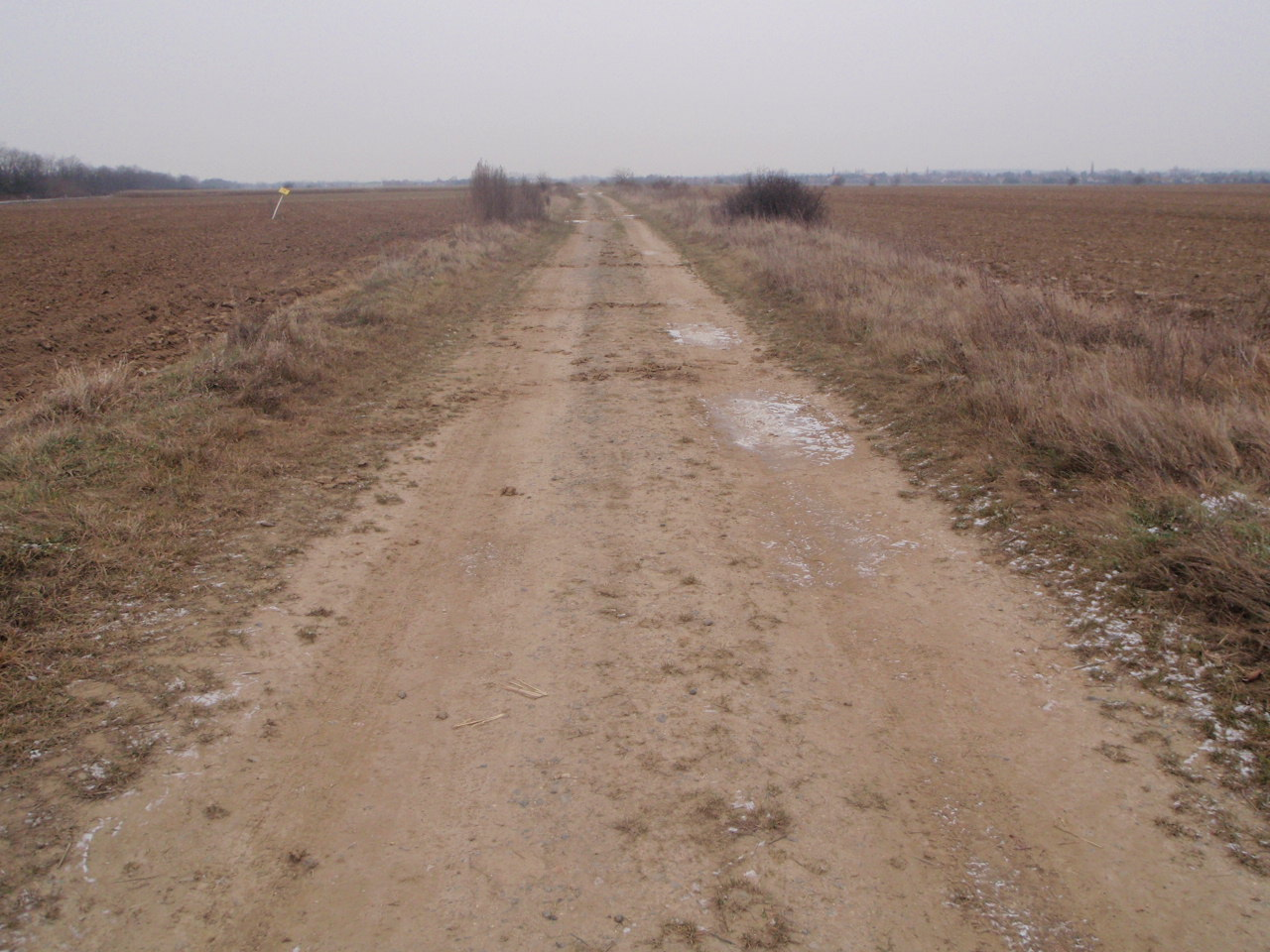
A borostyánút ma Gyöngyösfalu határában a 87-es főút felől. Jól látszik az előbukkanó bazaltterítés

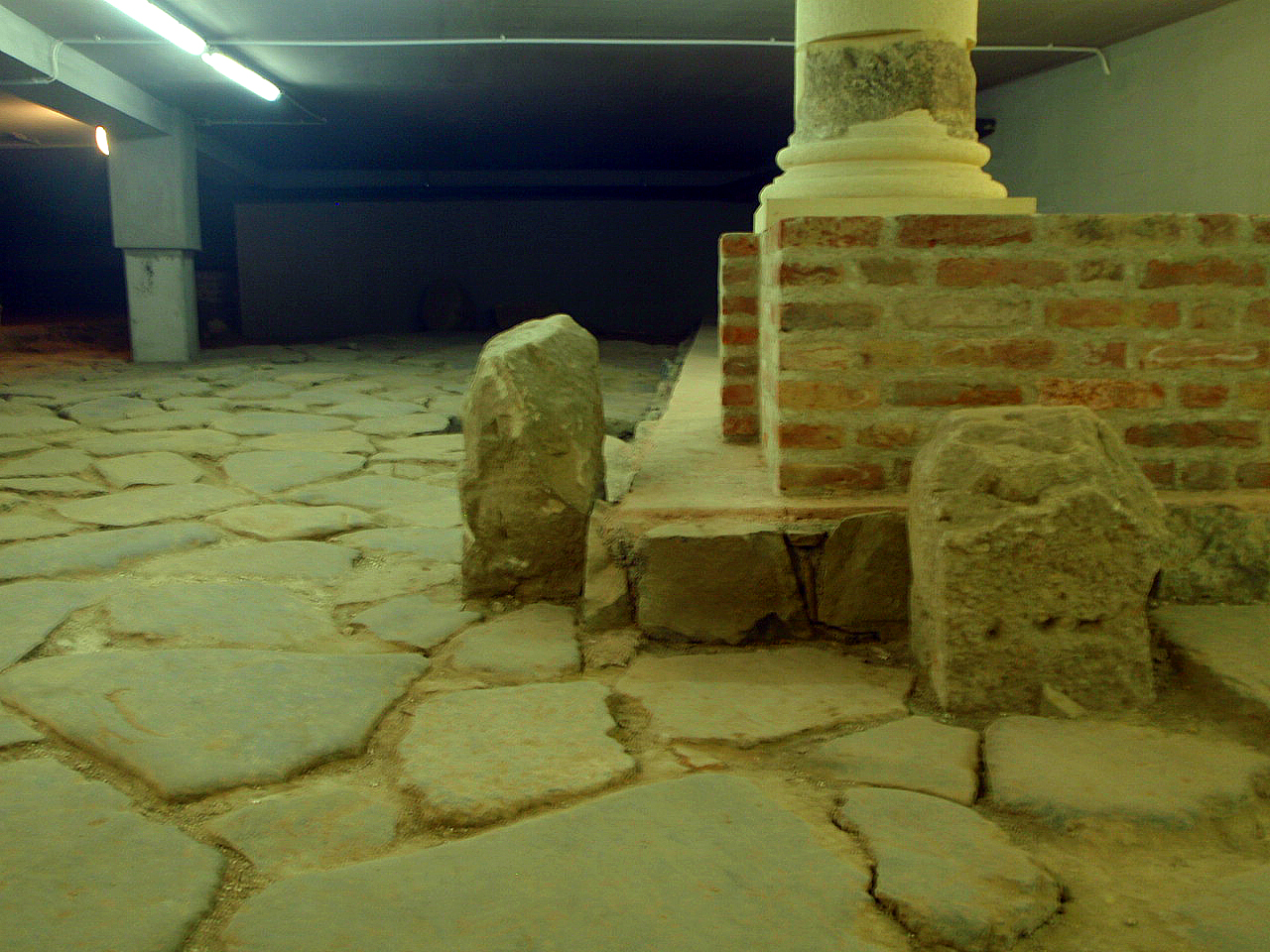
A borostyánkőút útkereszteződése Szombathelyen, a Fő tér alatt, megtekinthető az OTP Bank fiókjából

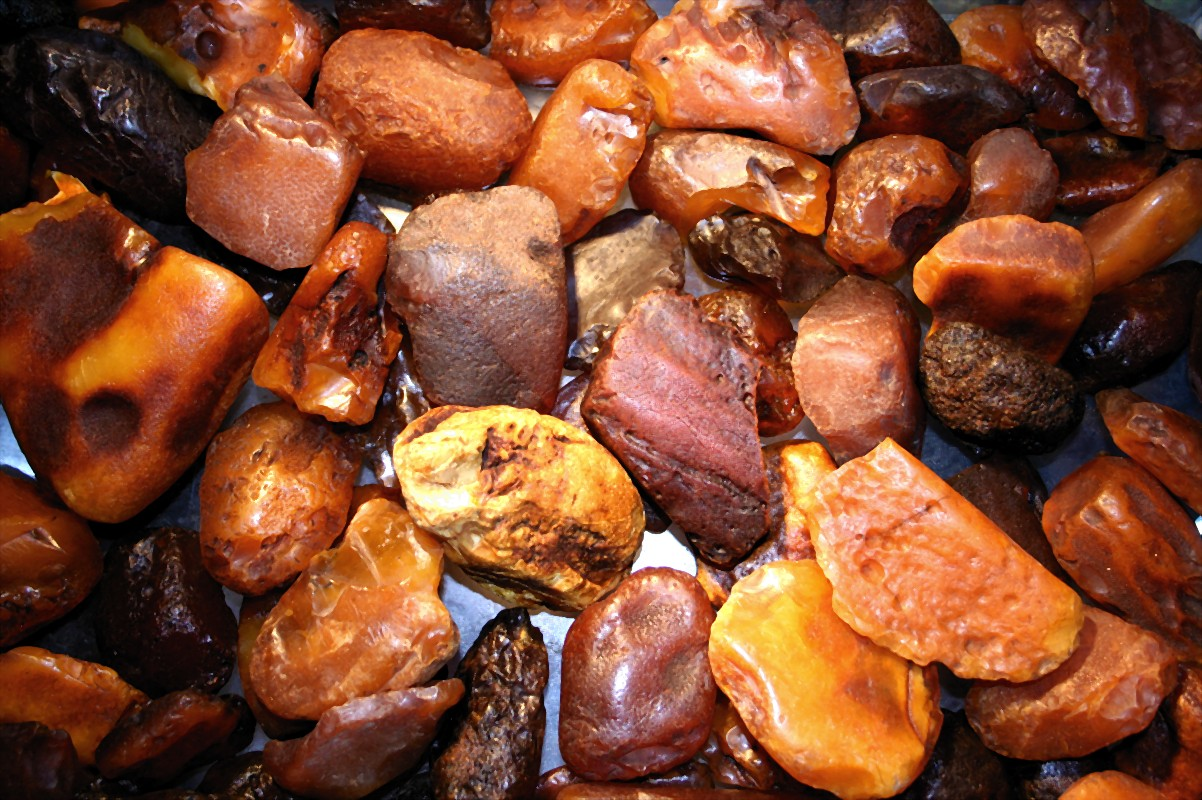
Borostyánkövek

A borostyánút vagy borostyánkőút (litvánul: Gintaro kelias, lengyelül: Szlak Bursztynowy, Jantarowy Szlak; cseh/szlovák nyelven: Jantarová/Jantárová cesta; németül: Bernsteinstraße; oroszul: Янтарный путь; olaszul: Via dell'Ambra, latinul: Via Sucinaria) a Baltikum és a Mediterráneum közötti ókori kereskedelmi útvonalak hálózata volt. A legfontosabb útvonal két végpontja a Finn-öböl és Aquileia volt. A borostyánút bekapcsolta a többi balti lelőhelyet, majd délre vezető útján érintette a mai Szombathely területét is. A borostyán mellett természetesen más értékes, nagy távolságra gazdaságosan mozgatható árukat is szállítottak rajta.

## Elhelyezkedése
A legrövidebb (és feltehetően a legrégibb) út elkerülte az alpesi területeket, és a Balti-tenger partjától Lengyelországon haladt keresztül. A csehországi Morva-kaput elhagyva, a Morva folyó mentén jutott Ausztriába, ahol Carnuntum közelében keresztezte a Dunát. Innen egyenesen délnek tartva többek között Scarbantia (ma Sopron) és Savaria (ma Szombathely) érintésével érte el az Adriai-tenger partját.

## Története
A borostyánkövet – a dísztárgyak alapvető kellékét – a Balti-tenger partjától szállították a kontinensen át a Visztula illetve a Dnyeper folyókon Itáliába, Görögországba, a Fekete-tengerhez és Egyiptomba, már jóval időszámításunk kezdete előtt is.
Az út megépítése (és egyúttal a hadsereg utánpótlási vonalának megszervezése a germán frontig) Tiberius császár (14–37) uralkodása alatt kezdődött meg.
A Római Birodalom bukását követő népvándorlás korában a római utak jórészt elpusztultak. A borostyánút maradványai azonban nyomon követhetők, amelyek közül legjelentősebb a Szombathelyen feltárt útszakasz. 
A római időket követően egészen a 20. század elejéig Közép-Európából az Adria felé irányuló forgalom még sokáig az ősi borostyánkőút nyomvonalán bonyolódott le, mert az Alpok hágóin keresztül vezető utak akkor még alig voltak járhatóak.
Mivel a római településhálózat gyökeresen különbözött a középkoritól, a római utaknak később csak ritkán, legfeljebb egyes szakaszait használták közlekedésre. A középkori települések a földrajzi adottságokat másként hasznosították, mint a rómaiak. Kitűnően megfigyelhető ez a borostyánkőút esetében, amely Savariától nyílegyenesen tartott észak felé. A magyar falvak azonban mégsem a római út mellett, hanem a közeli Gyöngyös patak mellé települtek. A középkori út a falvakon vezetett keresztül, és a néhol csak 20-50 méterre vezető római utat közlekedésre nem használták, hanem elszántották.
A magyar állam- és egyházszervezés idején még mindig fontos stratégiai szerepet játszott és használatos volt a római kori borostyánkőút.
A Karoling hódítás után a borostyánkőút teljes hosszában újra egyetlen birodalomhoz tartozott, az utat katonai és kereskedelmi célokra egyaránt használták.

## Jellemzői
A római korban épült utak esetében feltűnő a célállomás felé vezető irányítás pontossága, amiből arra lehet következtetni, hogy az útvonal kitűzését a terep gondos vizsgálata előzte meg. Ahol a domborzati viszonyok lehetővé tették – tehát sík terepen – az utak vonalvezetése egyenes, sohasem hajlik ívben, hanem szögben törik. Tagolt domborzat esetén lehetőség szerint elkerülték az emelkedőket és lejtőket: a nyomvonal a szintvonalat követte.
Az utak általában 50–70 cm magas töltésen futottak: a borostyánkőút töltése Nádasd mellett viszonylag eredeti állapotában megmaradt. Az úttest alapja általában 5 méter szélességű, a nyugat-dunántúli utak esetén a töltés jól ledöngölt kavicsból, általában nagyobb kövekből készült, melyet alapozás nélkül építettek meg. Az utak felső rétegében a kavicsot habarcsos kötőanyaggal tették szilárdabbá. Pannóniában kőlapokból készült burkolatot csak a városi utcáknál alkalmaztak, a főutakat elsősorban bazaltlapokkal burkolták. 
A Borostyánút mellől viszonylag kevés mérföldkő került elő, ilyen például a Savariaban talált 675-ös jelzésű. Az út menti szálláshelyekről, lóváltó állomásokról és hidakról keveset tudni. Ezek a Borostyánkőút mentén a terepviszonyoktól, és főképpen a vízi átkelőhelyektől függően általában 15 km-es távolságban álltak. A fontosabb folyóátkelőket erődített őrhelyek ellenőrizték (így a Rába átkelőhelyét is Arrabone-n, a mai Katafán). Útállomást Sorokpolánytól délre tártak fel, mely közvetlenül az út nyugati szélén épült. Kőhíd maradványa Savariában került elő, ahol a nyugat felé vezető út hídpillérének alapozását a Perint patak partján találták meg.

## Érdekességek
- Plinius Maior NATURALIS HISTORIAE című művében leírt egy hivatalos római expedíciót a Borostyán-partra, melyet Néró császár kezdeményezett. Ők nemcsak óriási mennyiségű borostyánt vittek Rómába, hanem az út hosszát is lemérték. A távolság a Felső-Pannóniai tartomány fővárosától, Carnuntumtól a Borostyán-partig 600.000 római lépés volt, ami körül-belül 900 km-nek felel meg: bámulatosan pontos mérés, figyelembe véve, hogy a mai Bécs és Gdańsk közötti távolság 940 km.[6]
- Tutankhamon egyiptomi fáraó temetési tárgyait a balti térségből származó borostyánkővel díszítették, és onnan küldtek köveket a Delphiben lévő Apollo templomba is.
- Skandináviában a borostyánút hozzájárult a északi bronzkor kultúrájának felvirágzásához, eljuttatva a Mediterrán-tengeri hatásokat Európa legészakibb országaiba is.

## A borostyánút ismert helyei országok szerint

### Oroszország
A poroszok lakta Kaup volt a borostyánút kezdőpontja. Ez a város a mai Mokhovoye falu közelében feküdt (Oroszország, Kalinyingrádi Terület), a Kur-öböl délnyugati sarkában.

### Lengyelország
Az út a szintén porosz Truso városnál fordult dél felé, mely az akkor még létező Druzno tó mellett feküdt, közel a Balti-tengerhez, éppen csak keletre a Visztulától.

### Csehország
A borostyánút a csehországi Morva Kaput elhagyva, a Morva folyó mentén jutott Ausztriába.

### Ausztria
A borostyánút Ausztria egy nagyon sajátos részén vezetett át. Ez az ország legkeletibb része, ahol nem a hegyvidék dominál, hanem tág síkságok és enyhe dombok, amiket gyakran szőlőskertek borítottak.
A borostyánút Ausztriában Carnuntum közelében keresztezte a Dunát. 

### Magyarország
Magyarországon kevés út rendelkezik olyan komoly múlttal, mint a 86-os számú főút Rédics – Zalalövő- Szombathely közötti szakasza. A Magyarország nyugati részén húzódó észak-dél irányú főút nyomvonala már évezredekkel ezelőtt a földrész hadászati és kereskedelmi szempontból fontos útvonala volt, amely az Alpokat keletről elkerülve a történelem folyamán szinte mindvégig megőrizte jelentőségét.
A borostyánkőutat az 1. század elején építették ki kavics alapozással, bazaltburkolattal, 7 méter szélességben és a római uralom négy évszázada alatt folyamatosan gondozták, többször átépítették.

#### Scarbantia
Scarbantia (ma Sopron) már az I. század első felében jelentős település volt, ahol nagy számban telepedtek meg észak-itáliai és dalmatiai kereskedők. A Borostyánút tengelyén kialakult várost később a római gyakorlathoz igazítva átrendezték: új utcarendszert alakítottak ki, amely merőleges volt a Borostyánútra és szabályos nagyságú insulákat (háztömböket) fogott közre.
A mai Sopron Fő terén a Gambrinus és a Patika ház közötti sikátorban látható a Borostyánkő út egy eredeti szakasza, amelynek legkorábbi utcaszintje a felszín alatt négy és fél méter mélyen található. Az út teljes szélességében, útburkolatban bemutatva látható Sopron Főterén, a rekonstruált útburkolatba helyezett három információs kőtáblával, amelyek a távolsági adatokat tüntetik fel az Adriai tengerig (Aquileiaig) és a Balti tengeri borostyánkő telephelyekig. Scarbantia városi utcarendszeréről legutóbb Gömör János Scarbantia Fő terének római régészeti emlékeiről közreadott cikkében olvasható összefoglalás.: Az újabban feltárt, illetve még nem térképezett utak,közül 1989-ben a Széchenyi téren, a Posta digitális telefonközpontjának építésekor került elő a bogárhátúra épített, sóderalapozású észak–déli irányú Fő út 15 méter hosszú, 5 méter széles szakasza, amelyet 2 méter mélységben találtunk meg. Három négyzetméternyi területen megmaradtak az eredeti gneisz burkolókövek. A szegélyköveket fertőrákosi lajta-mészkőből faragták, a feltáráskor azonban már csak kis szakaszon feküdtek eredeti helyükön. Máshol a kiszedett kövek helyén árokszerű mélyedés maradt. Ezt a Savaria felől bevezető útszakaszt műemlékileg bemutatva láthatjuk a posta udvarburkolatában jelölve. Ugyanennek az útnak az Új utca 22–24. udvarán teljes épségben előkerült szakaszát hasonló lajta-mészkőből faragott szegélykövekkel építették meg. A bogárhátra épített, 5 méter széles út szegélykövébe a keleti oldalon itt már oszlophelyek voltak bevésve, jelölve, hogy a gyalogjárda ezen a szakaszon fedett volt. A városközpontban, a késő római városkapu tornyainak romjai között bemutatva látható a Borostyánkő út, a középkori Várostorony (Tűztorony (Sopron) mellett. Észak felé az Ikva patakig követhető a római kori Fő út, a feltételezhető híd előtt a Várkerület 19. számú ház udvarán a út kőburkolata teljes szélességében, jó állapotban maradt meg, helyenként az egykori nagy forgalmat bizonyító, bemélyedő kocsikeréknyommal.

#### Savaria

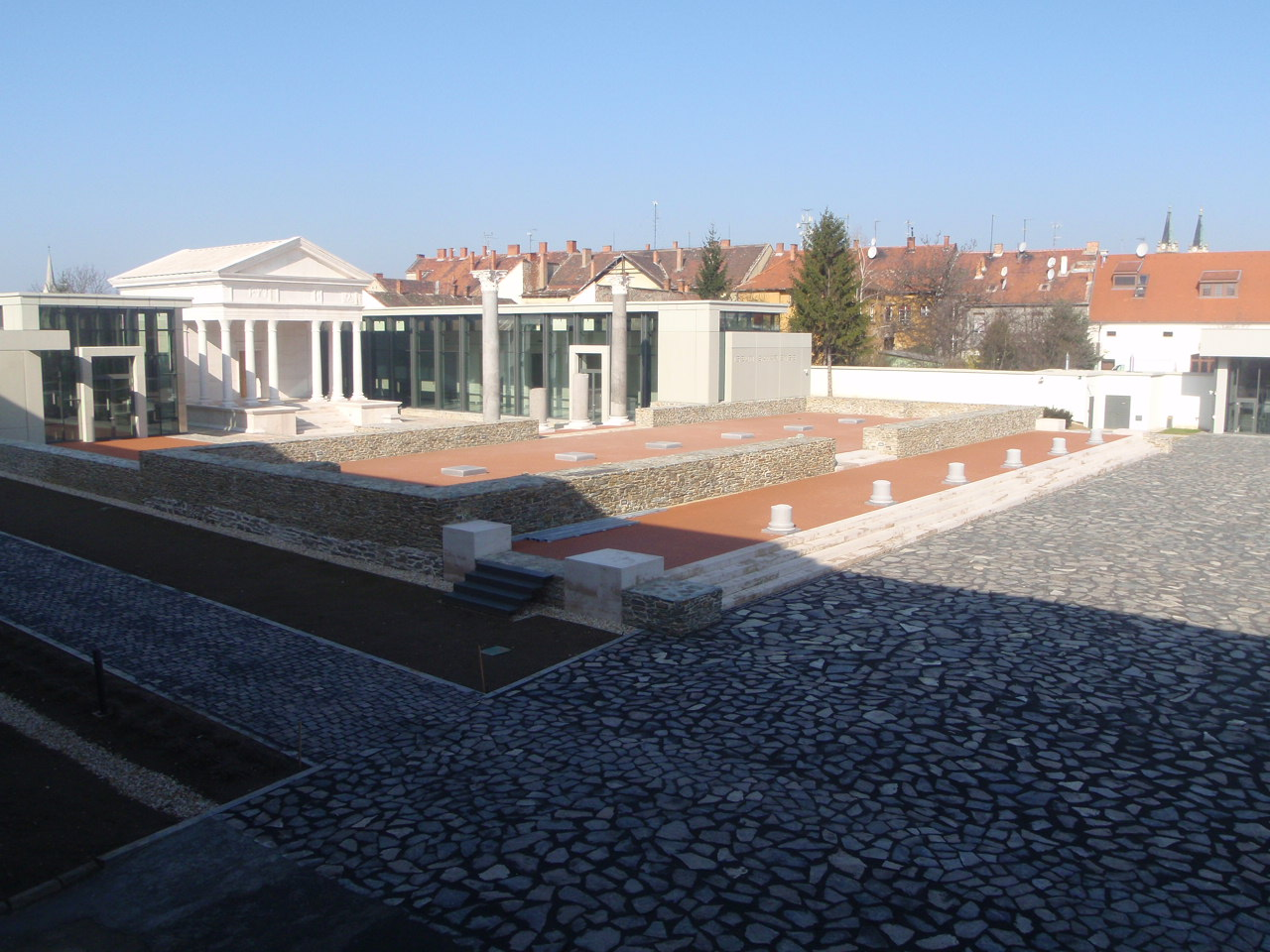
Az út rekonstrukciója Szombathelyen, az Isis szentély előtt

A római Savaria (ma Szombathely) több fontos kereskedelmi és katonai út találkozási pontjában épült. A legfontosabb a már az őskorban is használt borostyánkőút volt, amely itt ágazott el az Arrabona (ma Győr), Aquincum és Sopianae (ma Pécs) felé. 
A borostyánkőút mellett alapított Savaria szerepét a tartományi úthálózatban jól mutatja a közelmúltban a város déli kapuja közelében előkerült I. századi mérföldkő, amelyre Rómától mért távolságot véstek fel. A 675 mérföld egyezik Savaria és Róma római utakon mért távolságával (1000 km).
A borostyánút egy szakasz látható a – Savaria romjainak feltárását az 1930-as években kezdő – Járdányi Paulovics István nevét viselő Romkertben is, ahol a több évtized során felszínre került 1-4. századi maradványokat rom formájában konzerválták.
A város legújabb műemléke egy a Fő téren álló ház üvegpadlóján keresztül látható: a 6 méter széles, bazaltburkolatú borostyánkőút Savaria belvárosát átszelő szakasza. Az úthoz nyugat felől csatlakozik egy keskenyebb utca; a kereszteződésben megnyitott útburkolat alatt előtűnik a város szennyvízrendszerének egy csomópontja.
Az Ízisz szentély rekonstrukciójával az út egy darabja ismét megtekinthetővé vált a Rákóczi utcával párhuzamosan, a Képtárig.

#### Salla
Ott, ahol a Borostyánkőút a Zalát keresztezte, feküdt a római kori Salla (ma Zalalövő). Salla tipikus példája az olyan településeknek, amelynek jelentőségét elsősorban a rajta átfutó, fontos kereskedelmi útvonal határozta meg. 
Sallát két fontos út kapcsolta a pannóniai úthálózat rendszeréhez: a Borostyánkőút és a Zala völgyében futó út. A borostyánkőút Pannónia e területén döntően észak-dél irányú volt, amely Sallát északkelet-délnyugat irányban szelte át. A Zalamenti út kelet-nyugat irányban futott, a két út kereszteződése az átkelőhely északi oldalán volt. (A Zalamenti utat a 2. század elején építették meg, bazaltkő burkolattal.)
Salla territoriumán a Borostyánkőút jellemző római települései: Zalalövő, Zalabaksa; a Zalamenti úté: Letenye, Becsehely, Magyarszerdahely, Zalavár.

### Szlovénia
A mai magyar területet elhagyva a borostyánút érintette Halicanum (ma a horvátországi Muraszentmárton), majd a Dráva parti Poetovio (ma Ptuj), aztán pedig Celeia (ma Celje), Sempeter (ma Šempeter) és Ad Atrans városát, majd az utolsó pannóniai állomása Emona (ma Ljubljana) volt.
Elhagyva Pannóniát következett Naoportos (ma Vrhnika), Ad Pirum (ma Hrušica), Castra (ma Ajdovščina).

### Olaszország
A borostyánút végül Aquileiánál érte el az Adriai-tenger partját.

## Kapcsolódó szócikk
- 86-os főút (Magyarország)
- Római útépítés
- Ókori közlekedés